# 바라키나카야마역
바라키나카야마역(일본어: 原木中山駅, ばらきなかやまえき)은 지바현 후나바시시에 있는 철도역이다.

## 타는 곳

### 도자이 선
상대식 승강장 2면 2선의 고가역 형태로 되어 있다.
| 1 | ○ 도자이 선 | 니시후나바시・츠다누마・도요 가쓰타다이 방면          |
| 2 | ○ 도자이 선 | 우라야스・오테마치・다카다노바바・나카노・미타카 방면 |

## 역세권 정보
- 게이요 도로(국도 제14호선)
  - 바라키 나들목
- 에도강

## 역사
- 1969년 3월 29일: 영업 개시.
- 2004년 4월 1일: 도영지하철 민영화.

## 사진

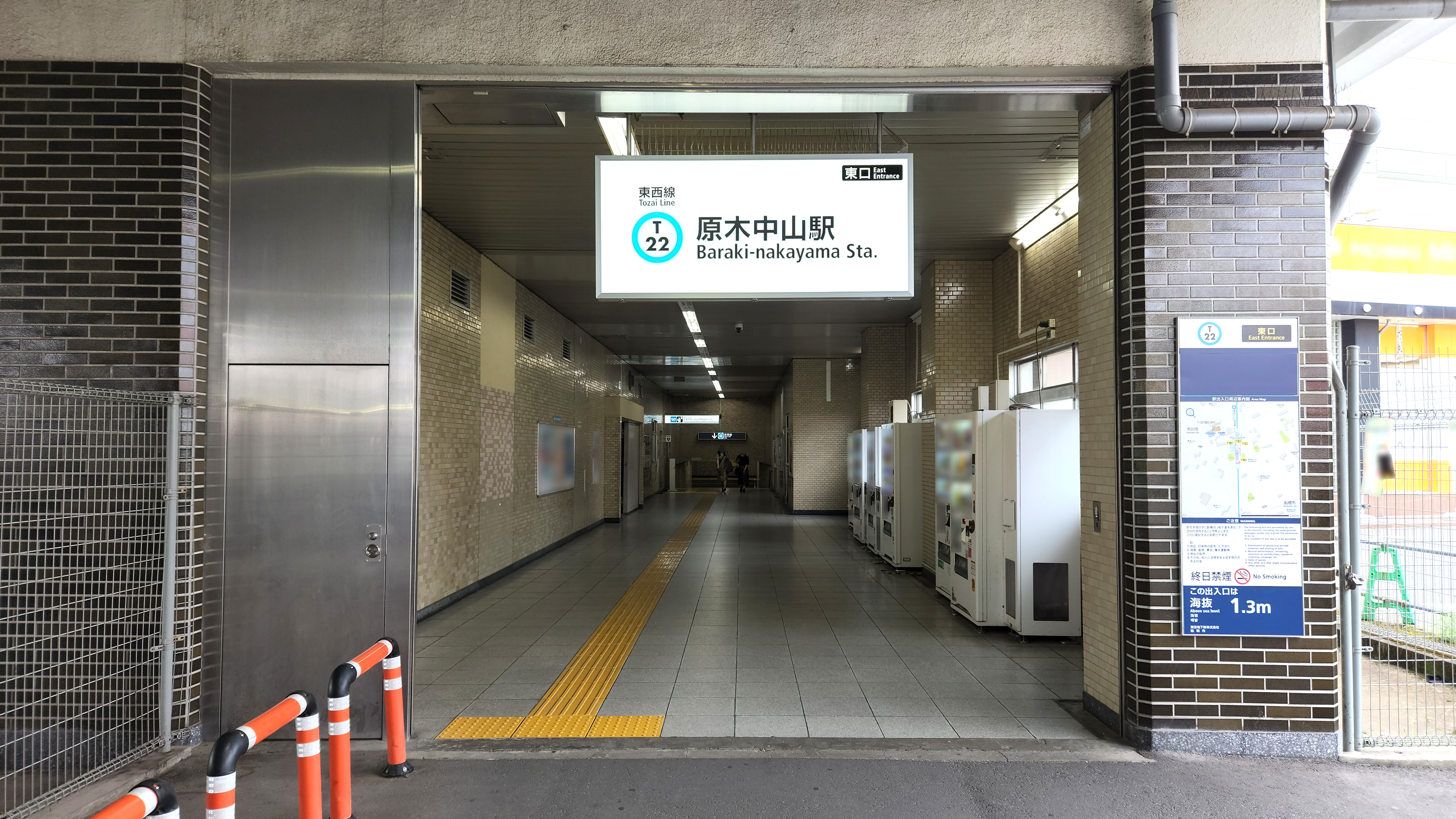
동쪽 출입구(2022년 7월 12일)
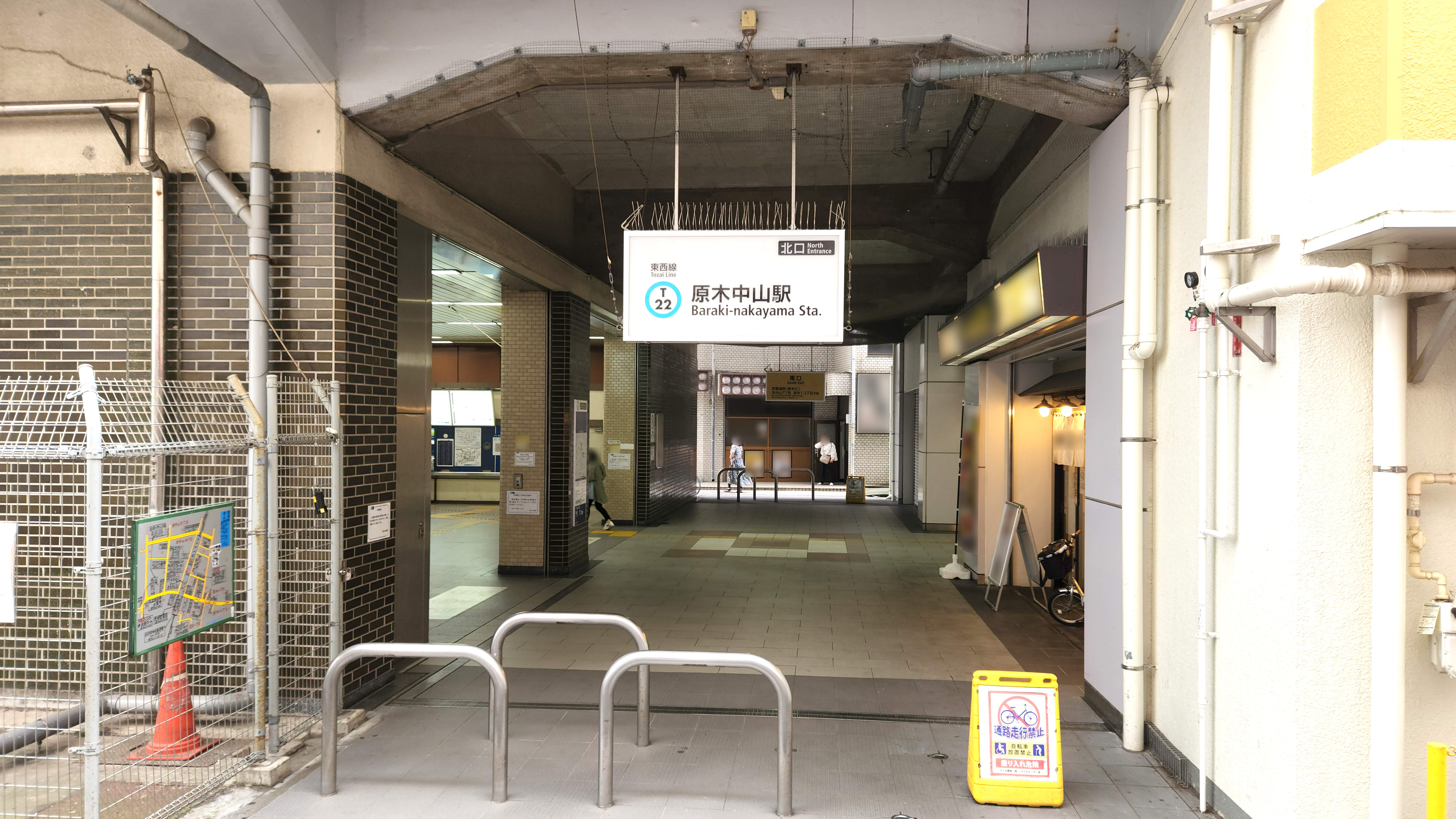
북쪽 출입구(2022년 7월 12일)
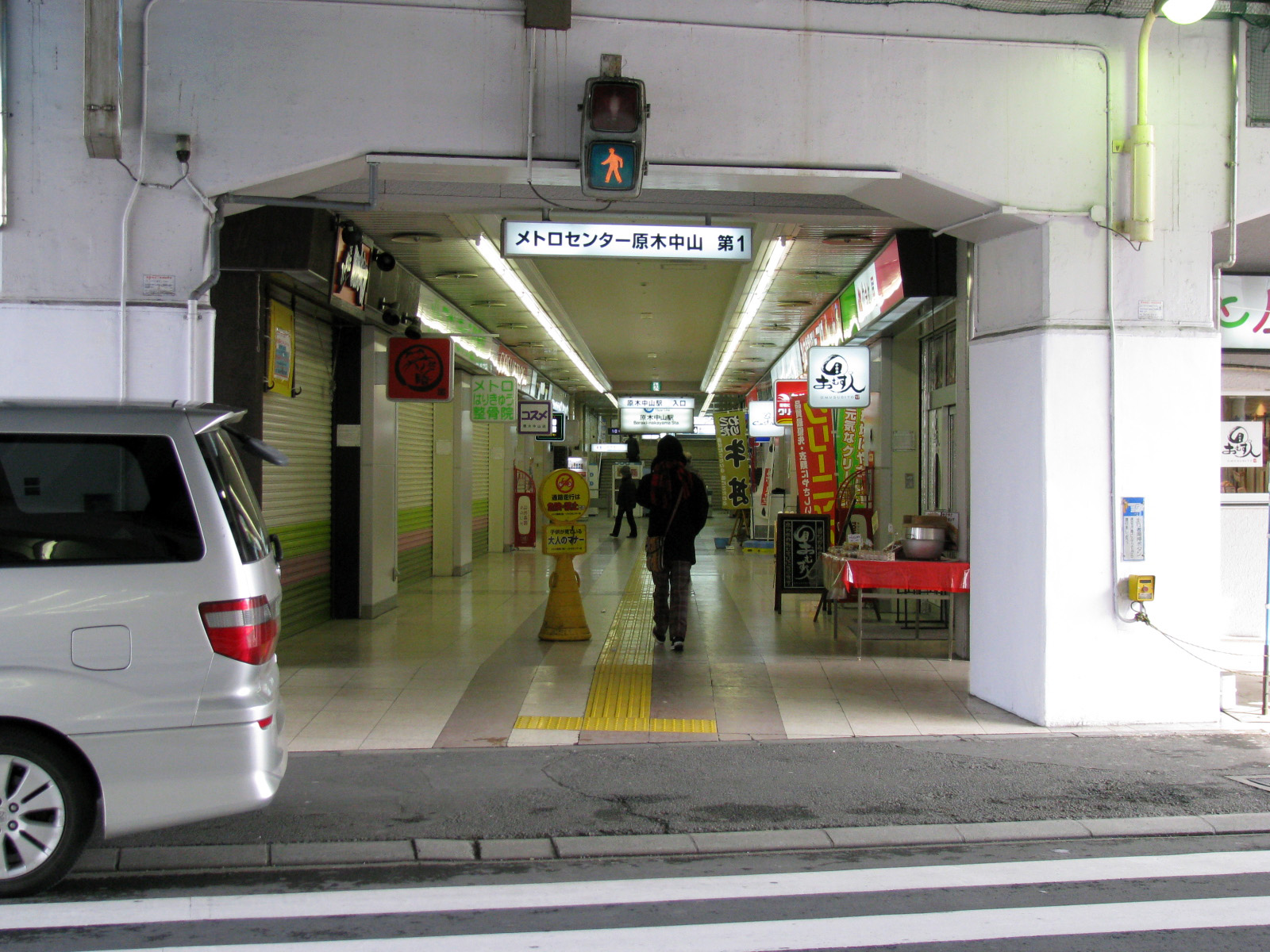
서쪽 출입구
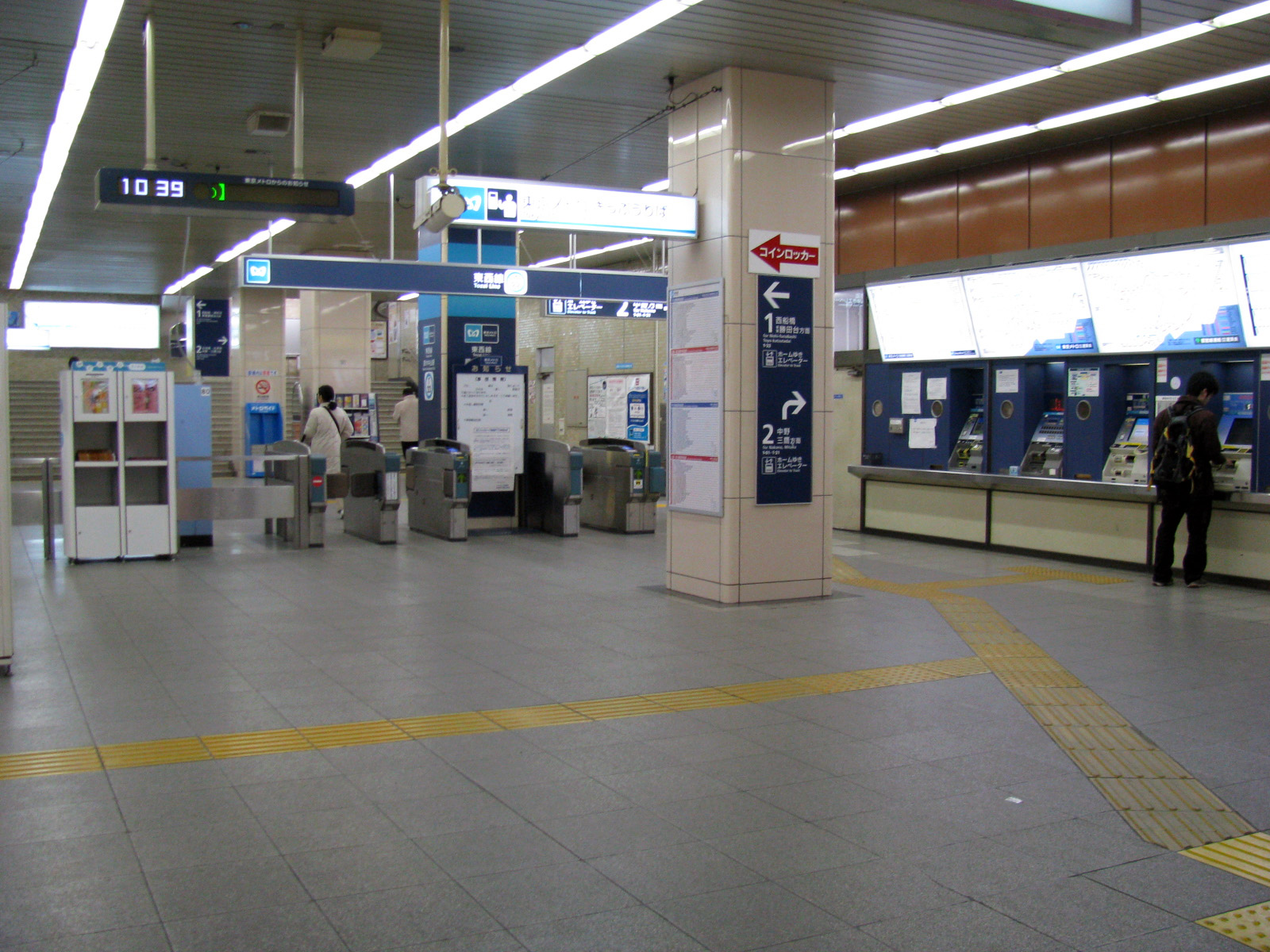
대합실
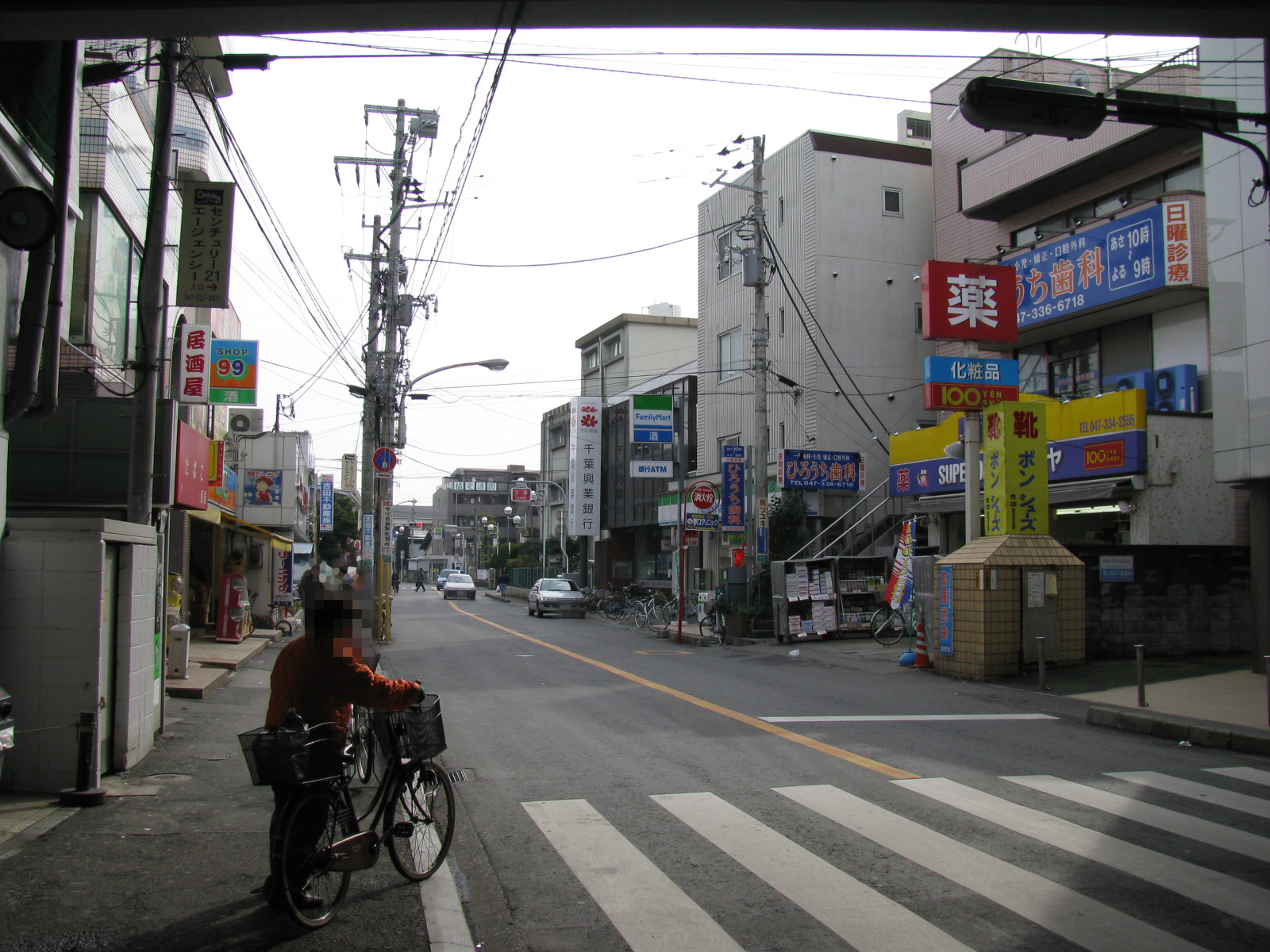
역전

## 인접역
| 도쿄 메트로 5호선    | 도쿄 메트로 5호선 | 도쿄 메트로 5호선                     |
| -------------------- | ----------------- | ------------------------------------- |
| T21 묘덴 나카노 방면 | 도자이 선         | T23 니시후나바시 도요 가쓰타다이 방면 |